# 木屋川ダム
木屋川ダム（こやがわダム）は、山口県下関市豊田町大河内地先、二級水系木屋川本川上流部に建設された多目的ダムである。

## 沿革
山口県下関市は古くから交通の要衝として栄えた都市であるが、その市街地は関門海峡に面した半島に突き出た地形となっており、市街地に流入する河川が皆無に等しいことから、人口の増加に伴い慢性的な水不足に悩まされることとなった。水源がないことにより工業発展にも支障を来すと判断した山口県は、水道用水・工業用水の安定確保を目的に、下関市東部の小月地区に注ぐ木屋川（二級河川）の上流にダムの建設を計画した。ダム建設の場所は、豊浦郡西市町（のち豊浦郡豊田町、現在は下関市豊田町）の大河内に定められ、1940年（昭和15年）に木屋川ダムの建設に着手した。
当初は1943年（昭和18年）完成予定であったが太平洋戦争に伴う資材・人員・予算が枯渇。1947年（昭和22年）には本体の6割ほどを建設した時点で建設中断を余儀なくされた。中断の間に工事目的に洪水調節と発電を加え、更に治水目的を加えた事による国庫補助を受け補助多目的ダムへと計画を変更。1950年（昭和25年）に工事を再開し、1955年（昭和30年）4月に完成した。

## 概要
完成当初は下関市（当時）向けの水道用水、神戸製鋼所工場（下関市長府）向けの工業用水ならびに下流域における干拓地への灌漑用水として利水が確保されていた。しかし、昭和40年代に干拓計画の廃止に伴い灌漑用水分が工業用水に振り替えられることとなり、取水能力の増強が測られた。さらに、下流の豊浦郡菊川町上保木（現在の下関市菊川町上保木）に湯の原ダム（山口県企業局管理・1990年完成）が建設され、工業用水道はここからの取水に切り替えられた（ただし、水源は従前通り木屋川ダムとしているため、木屋川ダムの設置目的に工業用水道は残っている）。
一方で、元々が利水目的で建設されたダムと言うこともあって治水能力はさほど高くなく、洪水調節の際にもただし書き操作が頻繁に起こる状況にあったことから、治水能力を高める目的で木屋川ダムの再開発事業が計画されている。具体的には堰堤を10mほど嵩上げし、総貯水容量をほぼ倍の約4,360万tとする計画であるが、これにより湛水区域が拡大し、一部は隣接する長門市俵山までかかることから地元との調整が難航している。一方で木屋川水系の河川整備計画の策定も進んでおり、まもなく事業化されるのではないかという期待も持たれている。

## 豊田湖
ダム湖は豊田湖（とよたこ）と名付けられ、広い湖面を生かした漕艇の練習や冬場のワカサギ釣り（ただし湖面は凍結しないため、ボート釣りとなる）で広く利用されている。湖畔の地吉地区にはオートキャンプ場も整備され、グループでの利用も多い。湖畔上流部には壇ノ浦の戦いで命を落とした安徳天皇を安置したとされる「安徳天皇西市陵墓参考地」（北緯34度15分42.2秒 東経131度7分24.6秒 / 北緯34.261722度 東経131.123500度）も存在するほか、さらに湖の上流へ向かうと名湯として知られる俵山温泉にも近い。一方、ダム下流の豊田町西市地区はゲンジボタルの発生地として知られ、毎年夏場には木屋川にホタルを見学するための遊覧船（ホタル船）が運行され、話題となっている。

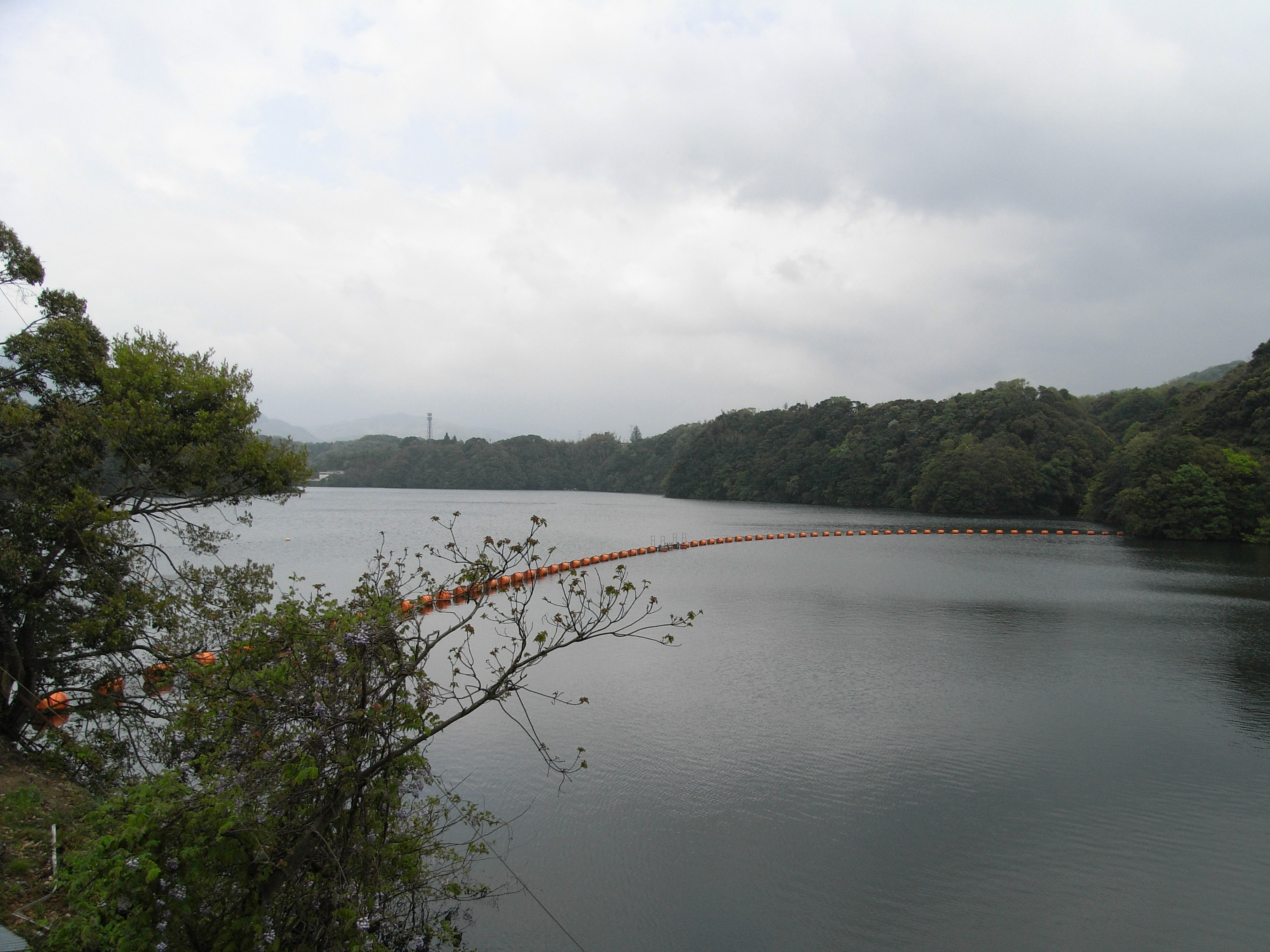
豊田湖

ダム湖の周囲は左岸を山口県道34号下関長門線が、右岸を山口県道319号大河内地吉線が通過している。下関長門線は下関市と長門市を結ぶ最短ルートであり、さらに大河内地吉線は下関長門線を湖畔でショートカットするルートとなっていることから、十分な整備がされていないにもかかわらず交通量は比較的多い。地元では、特に長門市側でダム嵩上げに併せて県道が付け替えられ整備されることへの期待の声が大きい。